# Pterolophia albonigra
Pterolophia albonigra là một loài bọ cánh cứng trong họ Cerambycidae.